# Habenaria jordanensis
Habenaria jordanensis är en orkidéart som först beskrevs av Leite, och fick sitt nu gällande namn av Leslie Andrew Garay. Habenaria jordanensis ingår i släktet Habenaria och familjen orkidéer. Inga underarter finns listade i Catalogue of Life.